# West Monroe (New York)
West Monroe est une ville du comté d'Oswego, dans l'État de New York, aux États-Unis,. En 2010, elle comptait une population de 4 252 habitants.

## Démographie
Lors du recensement de 2010, la ville comptait une population de 4 252 habitants, tandis qu'en 2016, elle est estimée à 4 149 habitants.